# Frank Opdebeeck
Frank Opdebeeck is een personage uit de Vlaamse soapserie Wittekerke dat werd gespeeld door Marc Coessens. Hij was van begin tot het eind te zien, van 1993 tot 2008.

## Personage

### Seizoen 1
Frank woont in Wittekerke samen met zijn vriendin Dominique. Hij is de vader van Klaartje en de ex-man van Nellie, de moeder van Klaartje. Frank en Dominique willen het hoederecht over Klaartje omdat Dominique zelf geen kinderen kan krijgen. Even later verlaat Frank echter Dominique omdat ze helemaal geen respect toont voor Nellie en Frank Klaartje ook niet bij Nellie wil weghalen. Frank moet op zoek naar een nieuwe slaapplek en hij klopt aan bij Nellie, ze neemt hem in huis. Wanneer Nellie een nieuwe vriend vindt, gaat Frank stoken tussen de twee. Hij maakt Nellie helemaal zwart tegenover Ronnie. Nellie is razend en ze zet Frank buiten, hij gaat naar hotel de Schorre. Dan leert hij Véronique kennen hij is meteen aangetrokken op haar, maar zij ziet niks in Frank en ze kiest voor Geert. Deze relatie houdt echter niet lang stand. Frank gaat tijdelijk bij Bob Bauterse wonen. Wanneer Veronique financiële problemen heeft zoekt ze een medehuurder, Frank trekt bij haar in. Maar de twee hebben constant ruzie en dus besluit Frank het appartement in twee helften te verdelen: de ene helft is van hem de andere van Veronique.

### Seizoen 2
Frank heeft vernomen dat Nellie en Ronnie zich hebben verloofd, hij is stikjaloers en vastberaden om de verloving te dwarsbomen. Hij voert Ronnie dronken en Ronnie slaapt op de zetel bij Frank en Veronique in het appartement. De volgende ochtend ziet hij Veronique naakt onder de douche en daarna gaat het steeds beter tussen de twee. Franks plannetje lijkt te lukken wanneer hij Veronique en Ronnie ziet kussen. Niet veel later zegt Nellie haar relatie met Ronnie op en vertrekt Ronnie uit Wittekerke. Ook Veronique is Wittekerke beu en vertrekt. Nu Ronnie weg is probeert Frank Nellie te troosten, dit lijkt hem aardig goed te lukken. Hij gaat terug bij Nellie wonen maar niet veel later valt hij door de mand en gooit Nellie hem buiten. Dan laat Frank zijn oog vallen op Greet Ruytjens. Greet is echter niet geïnteresseerd in Frank. Toch neemt ze hem samen met Geert in huis als medehuurders. Even later is Frank jarig. Hij is teleurgesteld dat niemand aan zijn verjaardag gedacht heeft. Dan hoort hij dat er een verrassingsfeest georganiseerd is bij Marcel. Frank gaat ernaartoe, maar het feestje blijkt voor Marcel en Naomi te zijn. Nellie neemt Frank mee naar huis waar ze alsnog een klein feestje heeft georganiseerd.

### Seizoen 3
Frank heeft besloten om mee te gaan spelen met de voetbalploeg uit Wittekerke. Hij kan er echter helemaal niks van en zit liever op de bank dan dat hij op het veld staat. Tijdens een belangrijke wedstrijd raken veel spelers geblesseerd en moet Frank noodgedwongen invallen bij een 2-2 stand. Net voor tijd is het Frank die met veel geluk de winnende goal maakt, hij is dolblij en iedereen mag weten dat hij heeft gescoord. Frank is de held van de dag. Daarna heeft Frank weer een opvliegend idee, hij gaat op reis. Hij neemt afscheid van Klaartje en vertrekt op reis.
Net op het moment dat Chris & Naomi in de Schorre herdacht worden komt de vrolijke Frank binnen gewandeld niet wetende welke schokkende zaken zich in Wittekerke hebben afgespeeld. Frank krijgt ook te horen dat Nellie in coma ligt en hij verwijt Bob dit ongeluk. Hij besluit om voorlopig de praktijk van Nellie over te nemen. Ondertussen gaat het iets beter met Nellie, Frank en Bob beginnen een rivalen strijd om Nellie. Nellie heeft een slecht humeur omdat haar revalidatie heel langzaam verloopt en ze reageert dit af op Bob. Tussen Nellie en Frank gaat het dan wel weer een stuk beter, dit tot afgunst van Bob. Uiteindelijk maakt Nellie dan toch de keuze voor Bob, maar lang gelukkig zijn ze niet want Bob blijkt prostaatkanker te hebben en hij vertrekt naar Colombia. Frank is de eerste die klaar staat om Nellie op te vangen en ze lijkt voor hem te zwichten. Frank trekt opnieuw in bij Nellie en Klaartje.

### Seizoen 4
Tussen Frank en Nellie gaat het heel goed, Frank doet alles om het Nellie zo aangenaam mogelijk te maken. Frank stelt haar zelfs voor om te hertrouwen. Nellie weet het nog niet en ze wil wat tijd hebben om na te denken. Ondertussen wil Klaartje naar een kostschool, Nellie en Frank stellen zich hier vragen bij maar Klaartje is vastbesloten. Nellie praat over Franks voorstel met Wim, maar ze heeft iets te veel gedronken en ze is bij Wim blijven overnachten. Frank weet niet goed wat hij ervan moet denken. Dan probeert Belle, die tijdelijk bij Frank en Nellie woont Frank te verleiden, Frank gaat er echter niet op in. Nellie besluit dan toch te hertrouwen met Frank die meteen een trouwdatum wil vastleggen. Even later is Nellie echter getuige van een onschuldige kus tussen Belle en Frank. Nellie wil dat Belle na het huwelijk een ander onderkomen vindt en ze vindt dat Frank haar dit moet vertellen. Belle besluit dan om samen met Sneyers en Max een huis te delen. Op de trouwdag heeft Nellie toch nog haar twijfels, Frank denkt dat dit door Wim komt, hij is helemaal over zijn toeren. Uiteindelijk wordt het huwelijk afgeblazen en stapt Frank het af bij Nellie.

### Seizoen 5
Frank huurt momenteel een kamer in de Schorre al wil hij hier zo snel mogelijk weg. Hij besluit om zomaar 6 maanden verlof te nemen en hij gaat op aanraden van Klaartje praten met psychotherapeute Sam. Zij raadt hem aan alles op een rijtje te zetten en Frank koopt het huis van Bruno over. Bertrand zal alles opknappen en zijn huis inrichten volgens de principes van het zenboeddhisme. Dan vertrekt Frank op reis en laat hij de inrichting van zijn huis over aan Bertrand.
Als Frank terug is in Wittekerke ziet hij er niet goed uit, hij heeft een auto-ongeluk gehad. Hij zoekt tevergeefs troost bij Sam. Wanneer Frank zijn huis gaat bekijken valt hij bijna achterover van hoe het eruitziet. Hij besluit wel een housewarmingparty te houden en vraagt of Sneyers deze wil organiseren. De housewarmingparty is een groot succes tot Klaartje haar vader vertelt dat Nellie zwanger is van Wim, Frank en Wim gaan met elkaar op de vuist. Dan besluit Frank op aanraden van Sam om mee te doen aan een toneelstuk. Hij nodigt Nellie uit om te komen kijken. Ondertussen trekken Bart en Klaartje bij Frank in. Bart werkt Frank echter op de zenuwen en hij wil Bart buiten. Dan is het de dag van de voorstelling. Heel Wittekerke is uitgerukt maar dan is Frank zijn stem kwijt, net op tijd komt alles toch nog goed en de voorstelling is een groot succes geworden. Na de voorstelling zakt iedereen af naar de Schorre, grote afwezige is Nellie, ze is haar ongeboren kind verloren. Het kan Frank echter niet veel schelen hij gaat door met feesten. Frank nodigt Sam uit voor een etentje en ze stemt toe, ook krijgt hij een mooie baan aangeboden alles lijkt op rolletjes te lopen. Ondertussen vertrekt Nellie naar Senegal maar haar vliegtuig is gecrasht. Frank en Klaartje maken zich zorgen maar Nellie blijkt op het laatste moment een ander vliegtuig te hebben genomen. Wanneer Sam een tehuis voor probleemjongeren wil oprichten is Frank meteen enthousiast, hij wil er zijn schouders onder zetten. Camilla zal het financiële plaatje op zich nemen en ook Bart helpt mee. Klaartje wil de zomervakantie doorbrengen in Senegal bij Wim en Nellie, Frank heeft het hier moeilijk mee.

### Seizoen 6
Het lijkt goed te gaan tussen Frank en Sam, ze brengen samen een romantisch avondje door. Dan ontdekt Frank de geheime relatie van Ivo (de man van Sam) en Camilla. Hij besluit nog niks tegen Sam te zeggen. Niet veel later ontdekt ook Sam de geheime relatie tussen Ivo en Camilla, ze is in alle staten en boos op iedereen. Camilla en Sam hebben ruzie en dus wordt het tehuis voor probleemkinderen afgeblazen. Dan krijgt Frank bericht uit Senegal, Nellie verlengt haar verblijf in Senegal en ze vraagt of Frank haar huis wil verhuren. Frank vreest dat hij Klaartje nu niet meer zal zien. Dan krijgt Frank te horen dat hij algemeen medisch directeur van het ziekenhuis wordt. De relatie tussen Frank en Sam gaat goed, ze gaan zelfs samenwonen. Als Nellie terug is uit Senegal trekt ze voorlopig in bij Frank en Sam. Even later besluit Klaartje naar Amerika te vertrekken voor haar studie. Frank vindt dit niet zo'n goed idee maar hij kan Klaartje al niet meer tegenhouden ze is vastbesloten. Op een zekere dag heeft Frank een aanvaring met een oudere man. Als hij thuis komt zit die oude man in de zetel, het blijkt de commandant te zijn, de vader van Sam. De Commandant heeft veel aan te merken op Frank en werkt zowel Sam als Frank op de zenuwen. Sam zou graag kinderen hebben, maar ze is onvruchtbaar. Ze stelt Frank voor om een kindje te adopteren, Frank ziet dit niet zitten. Sam blijft aandringen en uiteindelijk stemt Frank toe. Ze adopteren het probleemkindje Dina. De Commandant is meteen verkocht van het kleine meisje, Dina lijkt het alleen nogal moeilijk te hebben met haar nieuwe papa Frank.

## Familie
- Klaartje Opdebeeck (wettige maar niet biologische dochter)
- Nellie De Donder (vrouw)
- Jelle de Meester (zoon)
- Alexander De Wolf (kleinzoon)
- Nathalie Jacobs (ex-vrouw)
- Dina Leroy (geadopteerde dochter)
- Franky/Klaartjes zoontje (kleinzoon)